# Ogooué-Ivindo
Ogooué-Ivindo ist eine Provinz Gabuns (in Zentralafrika) mit der Hauptstadt Makokou.

## Geographie
Die Provinz liegt im Nordosten des Landes und grenzt im Nordwesten an die Provinz Woleu-Ntem, im Nordosten und Osten an die Republik Kongo, im Südwesten an die Provinz Ogooué-Lolo, im Südosten an die Provinz Haut-Ogooué und im Westen an die Provinz Moyen-Ogooué.
Ogooué-Ivindo gliedert sich in die Departements Ivindo, Lopé, Mvoung und Zadié.